# Соронг (округ)
Соронг (индон. Kabupaten Sorong) — округ провинции Юго-Западное Папуа в Индонезии. Он охватывает площадь в 7415,29 км² и имеет население в 70 619 человек по данным переписи 2010 года; последняя официальная оценка (по состоянию на январь 2014 года) составляет 81 486 человек. Его административным центром является город Аимас. В округ Соронг входит одноимённый город — муниципалитет (Кота), который не зависит от него; В городе Соронг-Сити есть аэропорт, который также обслуживает весь округ.

## Административные округа
Округ состоит из восемнадцати районов (кекаматан), приведенных ниже в таблице с их населением по переписи 2010 года:
| Район              | Население в 2010 году |
| ------------------ | --------------------- |
| Мораид             | 1727                  |
| Класо              | 306                   |
| Макбон             | 2130                  |
| Клайили            | 416                   |
| Бераур             | 1007                  |
| Кламоно            | 4483                  |
| Клабот             | 638                   |
| Клавак             | 597                   |
| Салавати           | 9149                  |
| Маямук             | 9983                  |
| Восточный Салавати | 1952                  |
| Сегет              | 3087                  |
| Сегун              | 1369                  |
| Южный Селавати     | 2057                  |
| Аимас              | 19 911                |
| Мариат             | 10 432                |
| Сайоса             | 988                   |
| Маудус             | 397                   |

## Погода
Температуры остается постоянной в течение года. Разница температур между самым жарким месяцем и самым холодным месяцем составляет 1,2 ° C. Самый жаркий месяц - ноябрь со средней температурой 27,8 ° C, а самый холодный месяц - июль со средней температурой 26,6 ° C.